# Bastnäsita-(Ce)
La bastnäsita-(Ce) és un mineral de la classe dels carbonats, que pertany al grup de la bastnäsita. Rep el seu nom de la seva localitat tipus, les mines de Bastnäs (Suècia), més el sufix "-(Ce)" per la dominància del ceri en la seva composició.

## Característiques
La bastnäsita-(Ce) és un carbonat de fórmula química Ce(CO₃)F. És l'anàleg amb ceri de la bastnäsita-(La) i la bastnäsita-(Y), i l'anàleg amb fluor de la hidroxilbastnäsita-(Ce), amb la qual forma una sèrie de solució sòlida. Cristal·litza en el sistema hexagonal. La seva duresa a l'escala de Mohs es troba entre 4 i 4,5. És el membre més comú del grup de la bastnäsita.
Segons la classificació de Nickel-Strunz, la bastnäsita-(Ce) pertany a «05.BD: Carbonats amb anions addicionals, sense H₂O, amb elements de terres rares (REE)» juntament amb els següents minerals: cordilita-(Ce), lukechangita-(Ce), zhonghuacerita-(Ce), kukharenkoïta-(Ce), kukharenkoïta-(La), cebaïta-(Ce), cebaïta-(Nd), arisita-(Ce), arisita-(La), bastnäsita-(La), bastnäsita-(Y), hidroxilbastnäsita-(Ce), hidroxilbastnäsita-(Nd), hidroxilbastnäsita-(La), parisita-(Ce), parisita-(Nd), röntgenita-(Ce), sinquisita-(Ce), sinquisita-(Nd), sinquisita-(Y), thorbastnäsita, bastnäsita-(Nd), horvathita-(Y), qaqarssukita-(Ce) i huanghoïta-(Ce).

## Formació i jaciments
Es troben en bandes estretes en skarn d'amfíbols metamòrfic de contacte. Va ser descoberta a les mines de Bastnäs, a Riddarhyttan (Skinnskatteberg, Västmanland, Suècia). Sol trobar-se associada a altres minerals com: fluocerita, cerita-(Ce) i allanita-(Ce).